# Saul fia
Saul fia (Engels: Son of Saul) is een Hongaarse film uit 2015, geregisseerd door László Nemes. De film ging in première op 15 mei op het Filmfestival van Cannes.

## Verhaal
De film toont twee dagen uit het leven van Saul Ausländer, een Hongaarse jood en gevangene in Auschwitz in 1944. Ausländer maakt deel uit van een Sonderkommando en werkt gedwongen mee aan de massamoord op Joden in een van de gaskamers, zoals het misleiden, het naar binnen drijven, het wegslepen en cremeren van de lijken en het schoonmaken van de gaskamer. Hij stelt alles in het werk om het lichaam van zijn aangenomen zoon te redden en een rabbijn te vinden om het te begraven. Omdat het Sonderkommando elk ogenblik geliquideerd kan worden, plannen de leden een opstand. Saul is echter enkel bezig met het lichaam van zijn zoon, naar wie hij nooit omkeek toen deze nog leefde.

## Rolverdeling
| Acteur            | Personage             |
| ----------------- | --------------------- |
| Géza Röhrig       | Saul Ausländer        |
| Levente Molnár    | Abraham Warszawski    |
| Urs Rechn         | Oberkapo Biedermann   |
| Jerzy Walczak     | Rabbijn Frankel       |
| Sándor Zsótér     | Dr. Miklos Nyiszli    |
| Marcin Czarnik    | Feigenbaum            |
| Kamil Dobrowolski | Mietek                |
| Uwe Lauer         | Oberscharführer Voss  |
| Christian Harting | Oberscharführer Busch |
| Attila Fritz      | Yankl                 |
| Mihály Kormos     | Schlojme              |
| Márton Ágh        | Apikoyres             |
| Amitai Kedar      | Hirsch                |
| István Pion       | Katz                  |
| Juli Jakab        | Ella                  |

## Prijzen en nominaties
| jaar | prijs                               | categorie                            | genomineerde(n)              | uitslag  |
| ---- | ----------------------------------- | ------------------------------------ | ---------------------------- | -------- |
| 2016 | Golden Globe Award                  | Beste buitenlandse film              | Beste buitenlandse film      | Gewonnen |
| 2016 | Critics' Choice Award               | Beste niet-Engelstalige film         | Beste niet-Engelstalige film | Gewonnen |
| 2016 | Academy Award                       | Beste niet-Engelstalige film         | Beste niet-Engelstalige film | Gewonnen |
| 2015 | Filmfestival van Cannes             | Prix Vulcain de l’Artiste Technicien | Tamás Zányi                  | Gewonnen |
| 2015 | Filmfestival van Cannes             | Grand Prix                           | Grand Prix                   | Gewonnen |
| 2015 | Filmfestival van Cannes             | FIPRESCI-prijs                       | FIPRESCI-prijs               | Gewonnen |
| 2015 | Filmfestival van Cannes             | Prix François Chalais                | Prix François Chalais        | Gewonnen |
| 2015 | New York Film Critics Circle Awards | Beste debuutfilm                     | László Nemes                 | Gewonnen |

## Productie
De film werd genomineerd als Hongaarse inzending voor de beste niet-Engelstalige film voor de 88ste Oscaruitreiking en won de Oscar.